# Refugi-Museu de la Guerra Civil de Cartagena
El Refugi-Museu de la Guerra Civil de Cartagena és un museu instal·lat en un dels refugis de la ciutat de Cartagena (Espanya). El refugi fou construït excavant galeries dins del “Cerro de la Concepción”, tot i que les excavacions no es van arribar a acabar. L'exposició permanent del refugi consta de diversos plafons expositius sobre la vida quotidiana, els importants bombardejos soferts a Cartagena, diverses recreacions sobre la vida en l'època i audiovisuals en la mateixa línia. Els audiovisuals treballen sobre l'educació per a la pau i ho fan en diversos idiomes. La museografia és senzilla, amb la voluntat de reproduir amb exactitud el refugi tal com era, i els plafons ens van guiant per la història de la ciutat de Cartagena relacionada amb la Guerra Civil i els bombardejos.
Cartagena fou la darrera ciutat republicana a ser ocupada per les tropes franquistes, el dia 31 de març de 1939, un dia abans del final de la Guerra Civil. La importància d'aquesta ciutat rau en el fet que fou un dels ports més importants de la flota de guerra republicana i, evidentment, l'últim a caure en mans dels sublevats. La història del port de Cartagena també pren importància al tractar-se del darrer lloc des d'on sortien els exiliats republicans de l'est de la Península després de l'ocupació de Catalunya. En els darrers dies de la Cartagena republicana la majoria dels exiliats per mar van fer cap a Algèria, llavors colònia francesa, i diversos llocs nord-africans, els quals tindran uns recorreguts força diferents als camins de “La Retirada” (gener-febrer 1939, camps concentració francesos). Cartagena fou una de les ciutats més castigades pels bombardejos durant la Guerra Civil; segons les fonts, van haver-hi entre 40 i 117 bombardejos, amb un gran nombre de civils morts.